# Exposition nationale d'histoire de la science (Italie)

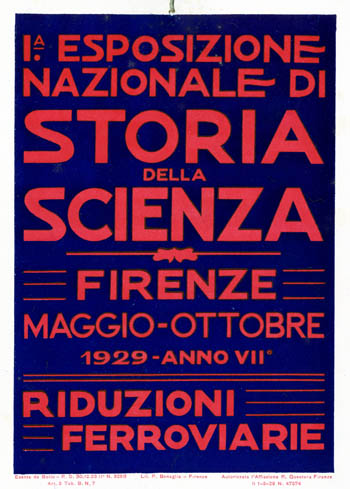

La première Exposition nationale d’histoire de la science présentait au public des éléments scientifiques considérés comme ayant une valeur historique, et s’est déroulée au Palazzo delle Esposizioni de Florence de mai à novembre 1929. 
Ce fut la première exposition italienne spécifiquement consacrée à l’histoire de la science, et la plus importante par son ampleur.

## Le projet
La première Exposition nationale d’histoire de la science fut conçue et dirigée par Andrea Corsini, Antonio Garbasso et Piero Ginori Conti. Depuis le début des années 1920, Corsini s’était intéressé à la valorisation et la sauvegarde du patrimoine scientifique historique italien. En 1923, il avait fondé avec Antonio Garbasso, le Groupe pour la sauvegarde du patrimoine scientifique national, et par la suite, avec la collaboration de Piero Ginori Conti, l’Institut d’Histoire de la Science de l’Université de Florence (1925). Ce fut dans ce contexte qu’émergea le projet d’organiser une exposition historique sur la science dans le but de présenter au grand public les avancées scientifiques du génie italien et d’effectuer un premier recensement des collections historico-scientifiques italiennes.
L’Exposition, d’abord pensée comme une présentation des collections scientifiques toscanes, devint, avec l’appui du gouvernement fasciste, une exposition nationale impliquant les principales institutions culturelles de la péninsule.
Le Programma di Sala, un tract retrouvé dans les archives de la Banda Comunale de Lamporecchio Pistoia, suggère que l'évènement suscita un intérêt d’ampleur nationale. Ainsi, dimanche 20 octobre 1929, à 16 heures, se tenait un Grand Concert Symphonique de la Philharmonie Francesco Barni (une erreur d’impression pour Berni) de Lamporecchio Pistoia, dirigée par le Grand Maître Temistocle Pace. L’événement fut organisé par l’EAT (Ente Attività Toscane) active de 1923 à 1944.

## Lieu
L’exposition s’est tenue au Palazzo delle Esposizioni du Parterre de San Gallo. Le bâtiment, conçu par Enrico Dante Fantappiè et Vittorio Tognetti, avait été inauguré en 1922. Il fut démoli en 1939 à la suite du projet de réaménagement du Parterre mené par Sirio Pastorini (it).

## Organisation de l'exposition
L’exposition était organisée par villes. À partir de 1927, dans de nombreux centres italiens des comités locaux avaient commencé à se mettre en place, sur la sollicitation des organisateurs de l’exposition et du gouvernement. À ces comités fut garantie la possibilité de sélectionner les objets à exposer et la capacité de veiller aux aménagements. Prenaient part à l’événement plus de 80 villes et 200 prestataires publics et privés, pour un total de près de 9 000 objets exposés tel que des instruments, machines, manuscrits, imprimés, cartes, portraits et autres.

## Le Musée national d’histoire de la science
Avec plus de 100 000 entrées payantes, l’Exposition eu un certain succès, ce qui contribua de manière significative à la reconnaissance, de la part du grand public et des institutions, de la valeur culturelle des collections historico-scientifiques. À la fin de l’exposition, les collections florentines furent réunies au Palazzo Castellani pour donner naissance au Musée national de l’histoire de la science, inauguré lors de la présence de Mussolini le 18 mai 1930. Le musée National fut renommé Institut et Musée d’histoire de la science au cours des années 1930. En 2010, à la suite d'une importante restructuration, il reçut le nom de Museo Galileo.

## Les archives
Un fonds archivistique qui réunit les documents produits par le Comité organisateur et le Secrétariat de l’exposition est conservé à la bibliothèque du Museo Galileo. Le fonds, composé de 28 cartons et  7 dossiers, comprend : des circulaires et formulaires; des documents concernant l’organisation et l’aménagement de l’exposition, les cérémonies officielles et les événements annexes ; des registres de dépôt ainsi que des registres des propriétaires et villes de provenance des instruments exposés ; une revue de presse nationale et étrangère ; du matériel préparatoire pour le Grand catalogue d’histoire de la science - jamais publié - et les inventaires rédigés par Pietro Pagnini pour le catalogue publié en 1952 ; 300 photographies de salles et des instruments les plus importants, prises par les Fratelli Alinari.
Le matériel d’archive relatif à l’exposition, possédé par le Museo Galileo, tout en étant relativement important, ne constitue qu’une petite partie de ce qui a été produit par le Comité organisateur et le Secrétariat: les documents concernant l’organisation de l’exposition comportent de nombreuses lacunes, toutefois la revue de presse et le matériel préparatoire pour les deux catalogues – celui jamais publié et celui de 1952-  sont eux plus complets.
D’autres documents concernant l’exposition sont toujours conservés à Florence à l’Archivio di Stato et à l’Archivio storico del Comune, ainsi que à Rome, à l’Archivio centrale dello stato.